# Sarezzo
Sarezzo ist eine norditalienische Gemeinde (comune) mit 13.224 Einwohnern (Stand 31. Dezember 2023) in der Provinz Brescia in der Lombardei. Die Gemeinde liegt im Val Trompia etwa 13 Kilometer nordnordwestlich von Brescia. Der Iseosee liegt etwa 9 Kilometer in nordwestlicher Richtung.

## Sport
1978 war Sarezzo Etappenort (18. Etappe) des Giro d’Italia.

## Gemeindepartnerschaft
Sarezzo unterhält eine Partnerschaft mit der französischen Gemeinde Oberhaslach im Département Bas-Rhin.

## Söhne und Töchter der Gemeinde
- Vincenzo Guerini (* 1953), Fußballspieler, -trainer und -funktionär